# Walt Disney Concert Hall

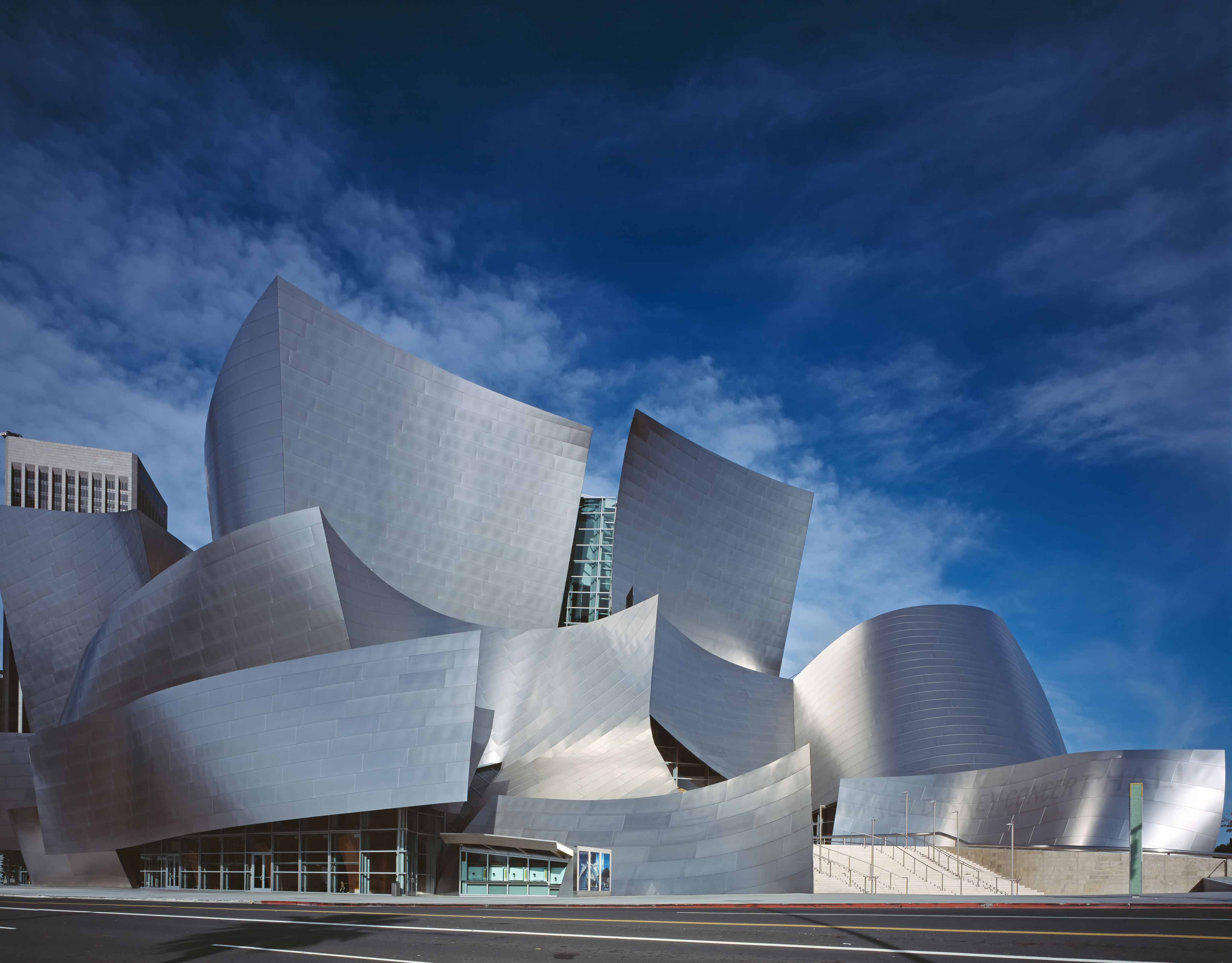
Außenansicht der Walt Disney Concert Hall

Die Walt Disney Concert Hall ist ein Konzerthaus in Los Angeles, das von Frank Gehry entworfen und 2003 eröffnet wurde. Es ist benannt nach dem Filmproduzenten Walt Disney und beheimatet das Los Angeles Philharmonic Orchestra.

## Beschreibung

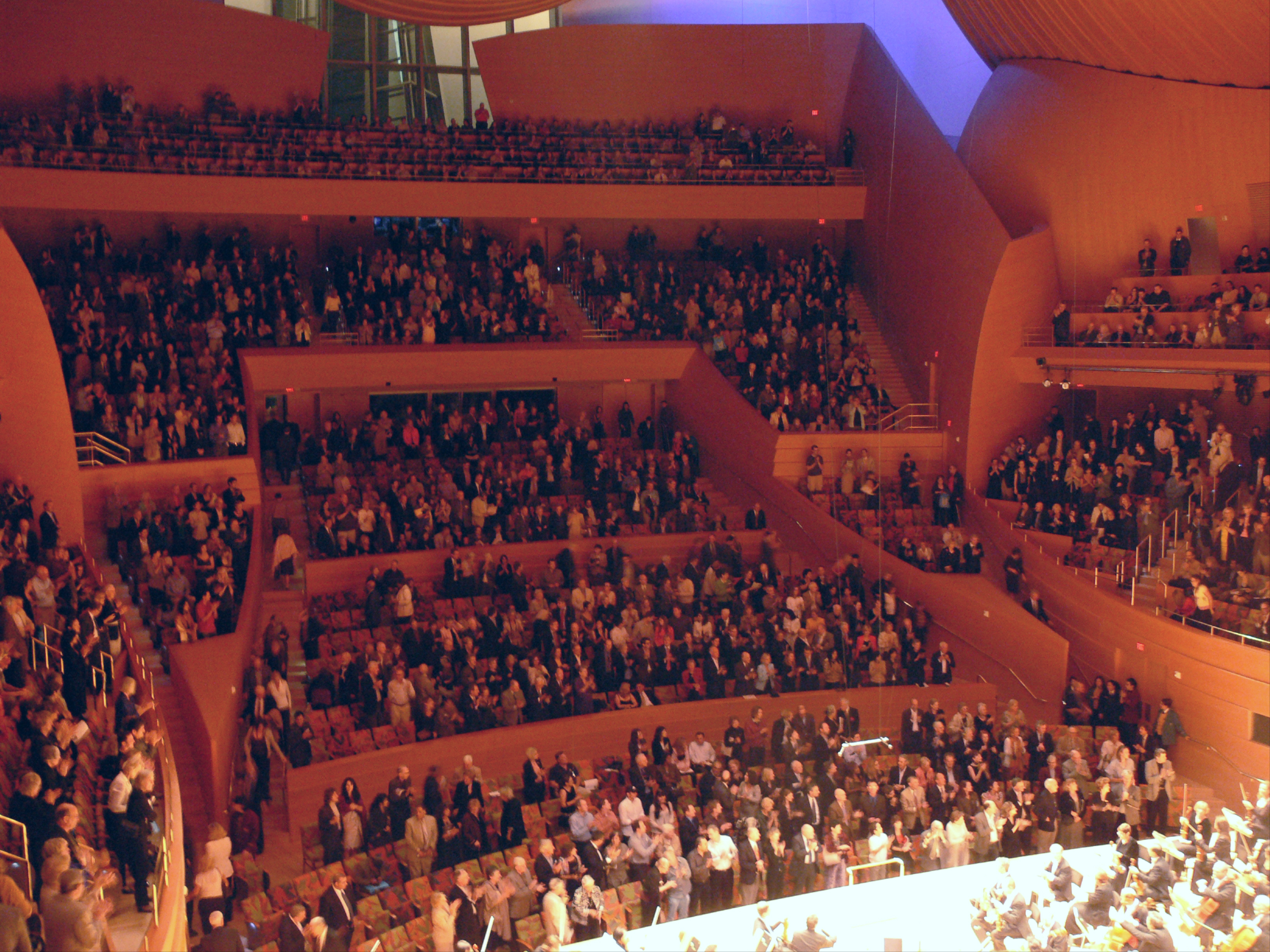
Zuschauerränge

Der Baukomplex befindet sich auf dem Hügel von Bunker Hill in 111 South Grand Avenue in Downtown Los Angeles und wird von der Hope Street, der Grand Avenue sowie der 1st und 2nd Street begrenzt. Es ist eines von vier Veranstaltungsgebäuden des Los Angeles Music Center, einem der größten Zentren der darstellenden Künste in den Vereinigten Staaten.
Die nach Plänen des Architekten und Designers Frank Gehry am 23. Oktober 2003 eröffnete Walt Disney Concert Hall zählt wegen ihrer modernen Akustik und Architektur zu den bedeutendsten Konzerthallen der Welt. Während die Architektur (wie auch bei anderen Werken Gehrys) gemischte Meinungen hervorrief, wurde die Akustik des Konzertsaals allgemein gelobt, im Gegensatz zu dem nahe gelegenen Dorothy Chandler Pavilion.
In dem Gebäude sind das Los Angeles Philharmonic Orchestra unter der Leitung von Gustavo Dudamel und der Chor Los Angeles Master Chorale beheimatet. Der Bau der Konzerthalle ist auf eine öffentlich-private Partnerschafts-Initiative zwischen Lillian Disney (1899–1997), weiteren Mitgliedern der Disney-Familie sowie Sponsoren und dem Los Angeles County zurückzuführen.
Das Gebäude aus rostfreiem Stahl hat die Form eines großen Segelschiffes mit gebogenen und gewellten Umrissen. Es besitzt eine Fläche von 2.140 Quadratmetern und Platz für 2.265 Besucher. Der Baukomplex beherbergt neben dem Konzertsaal weite Foyers, denen sich zahlreiche Nebenräume für Einführungsveranstaltungen und private Versammlungen anschließen. Auf dem Dach des Gebäudes wurde eine Gartenanlage geschaffen. Gehry hat hier zu Ehren von Lillian Disney, die allein 50 Millionen Dollar für die Konzerthalle zur Verfügung gestellt hatte, einen Brunnen aus Scherben Delfter Porzellans entworfen. Die Besichtigung des gesamten Gebäudekomplexes samt Dachgarten ist kostenlos.

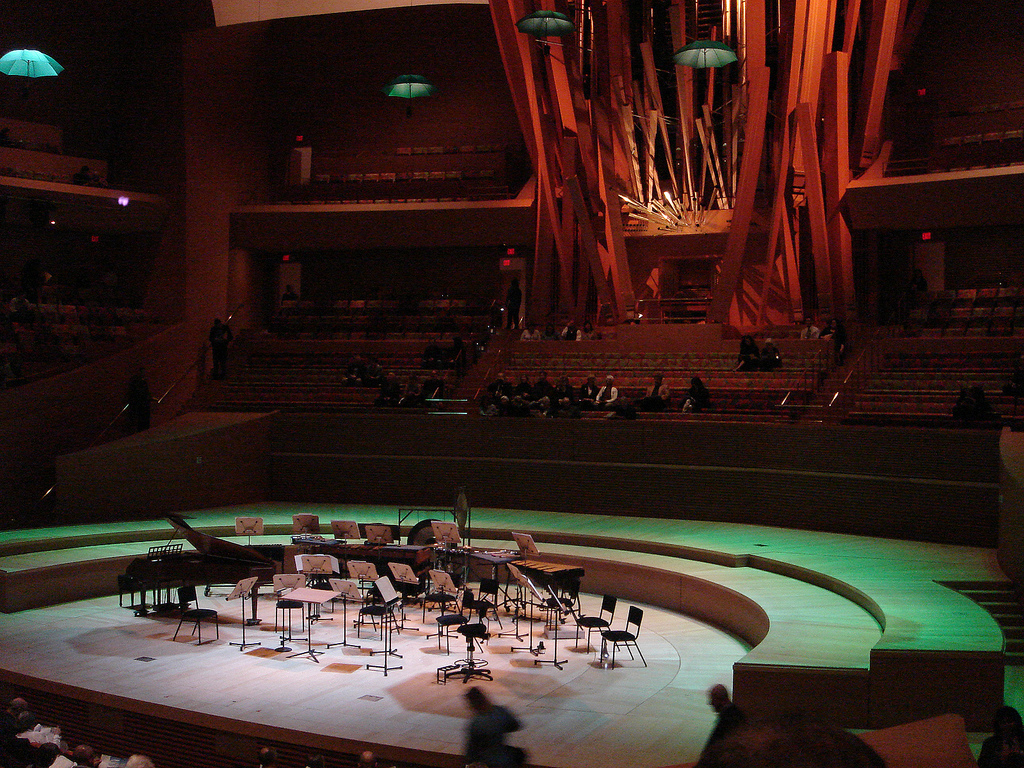
Orchesterbühne

Die Decke in Gestalt von Holzbögen und die versetzte Anordnung der Sitzplätze sorgen für eine moderne Akustik und den Charakter einer traditionellen Konzerthalle. Für die Akustik des Resonanzkörpers war Yasuhisa Toyota verantwortlich, einer der Hauptexperten in diesem Sektor. Rund um die Orchesterbühne wurden die Sitzplätze angeordnet und im hinteren Teil befindet sich eine Pfeifenorgel inmitten der Sitze.

## Eröffnung
Zur Eröffnungsfeier anlässlich der Fertigstellung der Konzerthalle erhielt der Filmkomponist John Williams einen Kompositionsauftrag. Er schrieb das Werk Soundings für großes Orchester, das am 25. Oktober 2003 unter seiner Leitung uraufgeführt wurde. Mit Hilfe reihum verteilter digital gesteuerter Lautsprecher erzeugte ein Sounddesigner dabei zeitlich veränderliche Klangperspektiven. Bei der Aufführung „bebte, erzitterte, pulsierte, pochte“ die Halle.
Zur Feier der Eröffnung der neuen Konzertsaison komponierte Esa-Pekka Salonen, der damalige Music Director des Los Angeles Philharmonic Orchestra, sein Werk Wing on Wing, das vom Orchester unter seiner Leitung am 5. Juni 2004 uraufgeführt wurde. Der Titel rührt daher, dass die gewölbten Flächen der Außenfassade der Halle Salonen an zwei gegenläufig gesetzte Segel eines Segelbootes (Segelstellung „Schmetterling“, engl. „Wing on Wing“) erinnerten. Das Werk ist für großes Orchester und zwei Sopranstimmen geschrieben und integriert bearbeitete Tonaufnahmen der Stimme des Architekten der Konzerthalle, Frank O. Gehry.

## Orgel

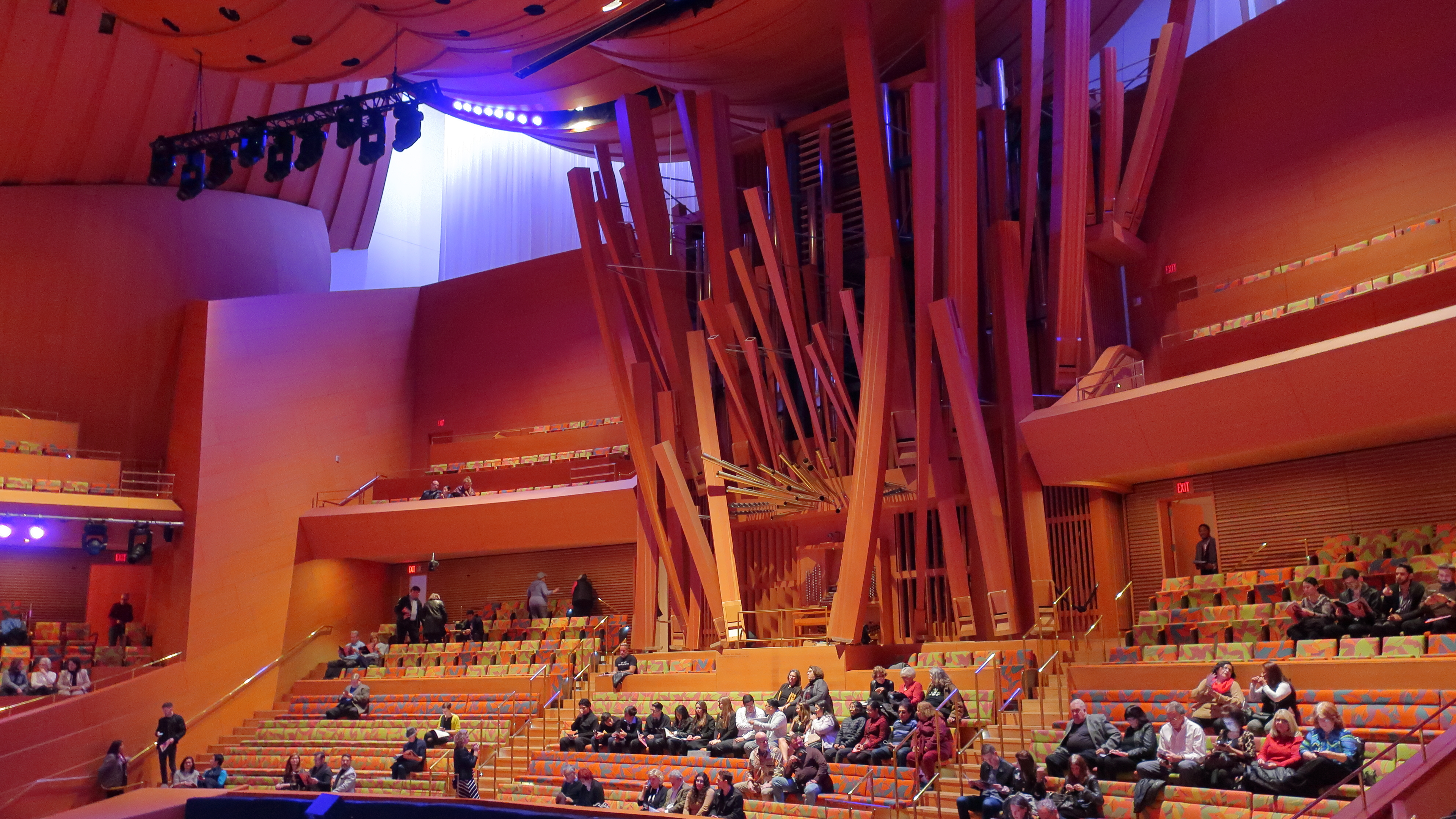
Orgel

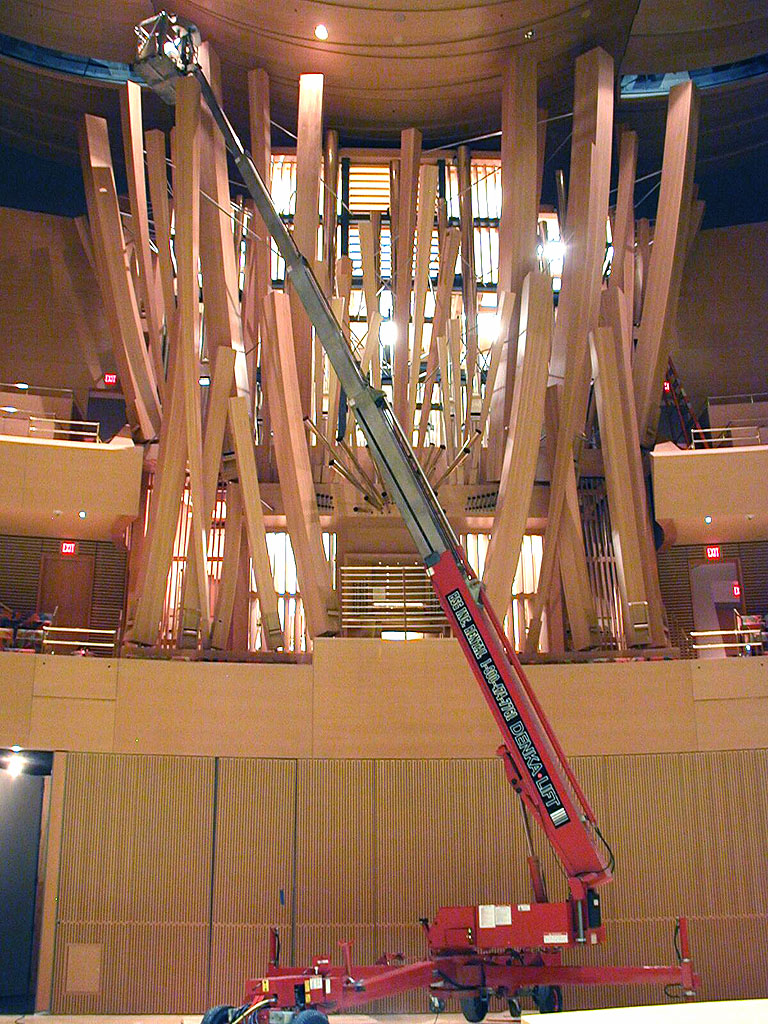
Aufbau der Orgel, 2004

Die Orgel wurde 2004 fertiggestellt. Das Instrument wurde von den Orgelbauern Rosales (Los Angeles) und Caspar Glatter-Götz (Pfullendorf) erbaut. Es wurde in sechs Containern aus Deutschland auf dem Seeweg nach Los Angeles verschifft; das Gesamtgewicht beträgt über 40 Tonnen.
Die außergewöhnliche Prospektgestaltung wurde von dem Architekten Frank Gehry zusammen mit dem Orgelbauer Manuel J. Rosales entworfen. Die auffallenden, gebogenen Holzpfeifen im Prospekt wurden aus solider Douglas-Kiefer angefertigt; es handelt sich um klingende Pfeifen der Register „Violoncello Bass“ und „Basson Bass“. 
Das Instrument verfügt über 104 Register mit 6.125 Pfeifen. 87 klingende Register und 17 Transmissionen sind auf vier Manuale und Pedal verteilt. Die Spieltraktur des Hauptspieltisches ist mechanisch. Die Registertraktur und die Spieltraktur des mobilen Spieltisches sind elektrisch. Die Orgel kann von zwei Spieltischen aus angespielt werden: einem fest installierten Spieltisch zu Füßen des „Pfeifenwaldes“, und einem mobilen Spieltisch, der an vier Stellen der Bühne angeschlossen werden kann. Der Wind für das Instrument wird durch drei Gebläse erzeugt, deren Motoren insgesamt 13,3 PS Stärke haben.
Die Disposition lautet wie folgt:
| I Positiv C–c4 |                       |         |
| 01.            | Quintaton             | 16′     |
| 02.            | Principal             | 08′     |
| 03.            | Unda Maris            | 08′     |
| 04.            | Gambe                 | 08′     |
| 05.            | Flûte harmonique      | 08′     |
| 06.            | Gedackt               | 08′     |
| 07.            | Octave                | 04′     |
| 08.            | Hohlflöte             | 04′     |
| 09.            | Nasard                | 02 ⁄3′  |
| 10.            | Super Octave          | 02′     |
| 11.            | Waldflöte             | 02′     |
| 12.            | Tierce                | 01 3⁄5′ |
| 13.            | Larigot               | 01 ⁄3′  |
| 14.            | Mixture IV            | 01 ⁄3′  |
| 15.            | Cor anglais           | 16′     |
| 16.            | Trompette             | 08′     |
| 17.            | Cromorne              | 08′     |
| 18.            | Clairon               | 04′     |
|                | Tremolo               |         |
| 19.            | Llamada (= Nr. 77)    | 16′     |
| 20.            | Llamada (= Nr. 78)    | 08′     |
| 21.            | Llamada (= Nr. 79)    | 04′     |
| 22.            | Trompeta (= Nr. 80) 0 | 08′     |

| II Hauptwerk C–c4 |                               |         |
| 23.               | Violonbasse                   | 32′     |
| 24.               | Grand Bourdon                 | 32′     |
| 25.               | Prestant                      | 16′     |
| 26.               | Violonbasse                   | 16′     |
| 27.               | Bourdon (= Nr. 86)            | 16′     |
| 28.               | Principal                     | 08′     |
| 29.               | Diapason à Pavillon           | 08′     |
| 30.               | Violoncelle                   | 08′     |
| 31.               | Flûte harmonique              | 08′     |
| 32.               | Chimney Flute                 | 08′     |
| 33.               | Grand Nasard                  | 05 1⁄3′ |
| 34.               | Octave                        | 04′     |
| 35.               | Spire Flute                   | 04′     |
| 36.               | Grande Tierce                 | 03 1⁄5′ |
| 37.               | Octave Quinte                 | 02 ⁄3′  |
| 38.               | Super Octave                  | 02′     |
| 39.               | Grande Fourniture III         |         |
| 40.               | Mixture VIII                  |         |
| 41.               | Cymbale IV                    |         |
| 42.               | Corneta Magna VII             |         |
| 43.               | Contre Basson (Ext. Nr. 44) 0 | 32′     |
| 44.               | Basson                        | 16′     |
| 45.               | Basson                        | 08′     |
| 46.               | Basson                        | 04′     |
| 47.               | Trompeta (= Nr. 80)           | 08′     |

| III Schwellwerk C–c4 |                       |         |
| 48.                  | Bourdon               | 16′     |
| 49.                  | Diapason              | 08′     |
| 50.                  | Flûte traversière     | 08′     |
| 51.                  | Bourdon               | 08′     |
| 52.                  | Viole de Gambe        | 08′     |
| 53.                  | Voix céleste          | 08′     |
| 54.                  | Dulciane doux         | 08′     |
| 55.                  | Voix angelique        | 08′     |
| 56.                  | Principal             | 04′     |
| 57.                  | Flûte octaviante      | 04′     |
| 58.                  | Nasard                | 02 ⁄3′  |
| 59.                  | Octavin               | 02′     |
| 60.                  | Tierce                | 01 3⁄5′ |
| 61.                  | Piccolo               | 01′     |
| 62.                  | Plein jeu III-V       | 02 ⁄3′  |
| 63.                  | Bombarde              | 16′     |
| 64.                  | Trompette             | 08′     |
| 65.                  | Hautbois              | 08′     |
| 66.                  | Voix humaine          | 08′     |
| 67.                  | Clairon               | 04′     |
|                      | Fast Tremulant        |         |
|                      | Slow Tremulant        |         |
| 68.                  | Llamada (= Nr. 78)    | 08′     |
| 69.                  | Trompeta (= Nr. 80) 0 | 08′     |

| IV Solowerk C–c4 |                         |     |
|                  | schwellbar              |     |
| 70.              | Flautado grandiso       | 08′ |
| 71.              | Octava real             | 04′ |
| 72.              | Compuestas V            |     |
| 73.              | Lleno fuerte V          |     |
| 74.              | Bombardon               | 16′ |
| 75.              | Trompeta armonica       | 08′ |
| 76.              | Clarín armonico         | 04′ |
|                  | Tremblante              |     |
|                  |                         |     |
|                  | nicht schwellbar        |     |
| 77.              | Tuba horizontal         | 16′ |
| 78.              | Tuba horizontal         | 08′ |
| 79.              | Tuba horizontal         | 04′ |
| 80.              | Trompeta de Los Angeles | 08′ |
|                  | Campanitas              |     |
|                  | Pajaritos               |     |
|                  | Pitch Pipes             |     |

| Pedalwerk C–a1 |                          |         |
| 81.            | Flûte                    | 32′     |
| 82.            | Violonbasse              | 32′     |
| 83.            | Flûte                    | 16′     |
| 84.            | Prestant (= Nr. 25)      | 16′     |
| 85.            | Violonbasse (= Nr. 26) 0 | 16′     |
| 86.            | Subbass                  | 16′     |
| 87.            | Bourdon (= Nr. 48)       | 16′     |
| 88.            | Grosse Quinte            | 10 2⁄3′ |

| (Fortsetzung Pedal) |                         |         |
| 89.                 | Octave                  | 08′     |
| 90.                 | Flûte                   | 08′     |
| 91.                 | Violoncelle (= Nr. 30)  | 08′     |
| 92.                 | Bourdon (Ext. Nr. 86) 0 | 08′     |
| 93.                 | Super Octave            | 04′     |
| 94.                 | Flûte                   | 04′     |
| 95.                 | Mixture V               | 05 1⁄3′ |

| (Fortsetzung Pedal) |                                 |     |
| 96.                 | Contre Bombarde (Ext. Nr. 98) 0 | 32′ |
| 97.                 | Contre Basson                   | 32′ |
| 98.                 | Grande Bombarde                 | 16′ |
| 99.                 | Bombardon (= Nr. 77)            | 16′ |
| 100.                | Basson (= Nr. 44)               | 16′ |
| 101.                | Trompeta (= Nr. 78)             | 08′ |
| 102.                | Basson (= Nr. 45)               | 08′ |
| 103.                | Clarín (= Nr. 79)               | 04′ |
| 104.                | Basson (= Nr. 46)               | 04′ |

## Trivia
Architekt und Gebäude sind Thema einer Episode der Zeichentrickserie Die Simpsons. In der 14. Episode der 16. Staffel bittet Marge Simpson den Gaststar Frank Gehry um die Planung einer Konzerthalle für Springfield. Desinteressiert zerknüllt Gehry den Bittbrief und wirft ihn auf den Gehweg, wird dann aber spontan vom Anblick des Papierknäuels zum Entwurf der Konzerthalle inspiriert. Die Einwohner Springfields sind zunächst begeistert und lassen Gehry das Gebäude errichten, flüchten jedoch beim Einweihungskonzert nach den ersten Takten von Beethovens Fünfter aus dem Saal. Die Konzerthalle wird daraufhin vom reichen Mister Burns aufgekauft und in ein Gefängnis umgewandelt.
Die Walt Disney Concert Hall ist zudem ein zentraler Schauplatz in dem Filmdrama Der Solist von 2009; der Film erzählt von einem obdachlosen und schizophrenen Cellisten. In den beiden Hauptrollen sind die Schauspieler Jamie Foxx und Robert Downey Jr. zu sehen.
Es wird berichtet, dass das Gebäude durch seine stark glänzende gekrümmte Oberfläche das Sonnenlicht so stark bündelt, dass Autofahrer gesundheitsgefährdend geblendet werden. Angrenzende Wohnungen werden auch unangenehm stark erhitzt.